# Juan Pérez Floristán

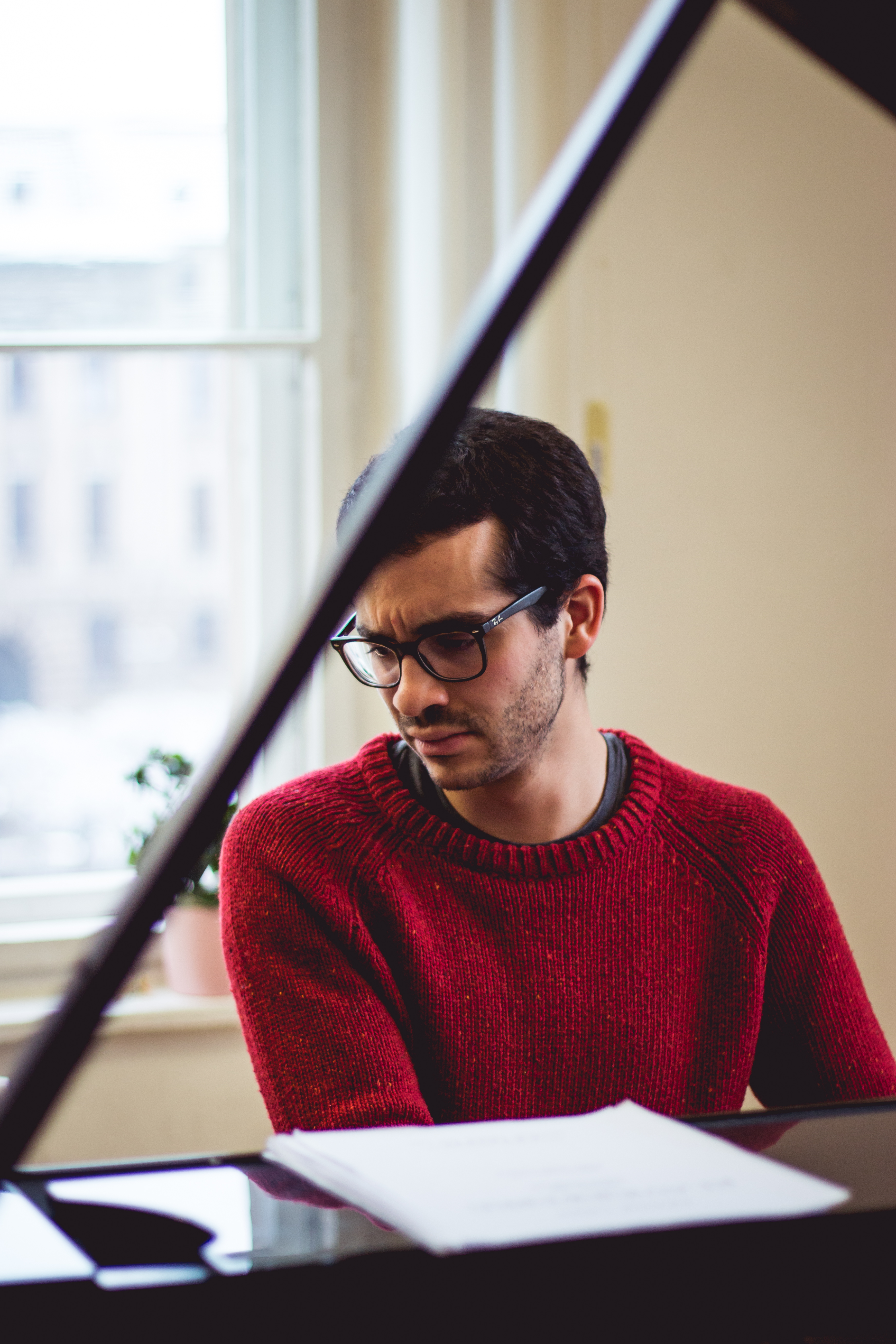
Juan Pérez Floristán

Juan Pérez Floristán (* 27. Februar 1993 in Sevilla) ist ein spanischer klassischer Pianist.

## Ausbildung und Musikkarriere
Floristán wurde zunächst von seiner Mutter Maria Floristán unterrichtet, später von Galina Eguiazarova an der Musikhochschule „Reina Sofía“ in Madrid und von Eldar Nebolsin an der Hochschule für Musik „Hanns Eisler“ in Berlin. 2015 gewann er den internationalen Klavierwettbewerb Paloma O’Shea in Santander und den Steinway-Wettbewerb in Berlin. Er trat unter anderem mit dem Sinfonieorchester des Spanischen Fernsehens, den Sankt Petersburger Philharmonikern und dem BBC Philharmonic Orchestra auf. 2018 wurde er beim Kissinger Klavierolymp mit dem 1. Preis ausgezeichnet. Im Mai 2021 gewann er den ersten Platz beim Arthur Rubinstein International Piano Master Competition in Tel Aviv.

## Diskografie
- Brahms: Complete Clarinet Sonatas & Trio, 2018 (IBS Classical) mit Pablo Barragán (Klarinette) und Andrei Ioniță (Cello)[5]